# この世の喜びよ
『この世の喜びよ』(このよのよろこびよ)は、井戸川射子の長編小説。2022年7月に発売された『群像』2022年6月号にて発表され、2022年11月に講談社から出版された。
第168回芥川龍之介賞を受ける。

## あらすじ
近所のショッピングセンターの喪服売り場で働く「あなた」は、フードコートの常連の少女と知り合う。

## 書誌情報
- 井戸川射子 『この世の喜びよ』 講談社、2022年11月10日発売、ISBN 978-4065296837
  - 単行本には短編「マイホーム」と「キャンプ」を併録。